# ستيف ديلون
ستيف ديلون (بالإنجليزية: Steve Dillon)‏ هو لاعب كرة قاعدة أمريكي، ولد في 20 مارس 1943 في يونكيرس في الولايات المتحدة.

## وصلات خارجية
- ستيف ديلون على موقعبيزبول رفرنس.كوم (الدوري الرئيسي) (الإنجليزية)